# Franc Ksaver Jelenc
Franc Ksaver Jelenc, slovenski pravnik, * 26. november 1749, Češnjica pri Železnikih, † 19. april 1805, Innsbruck.

## Življenje in delo
Leta 1759 je bil poslan na nemško šolo v Beljak, a je že naslednje leto izostal. Nato ga je latinščino in verouk učil domači duhovnik. Leta 1763 je odšel na licej v Celovec, kjer je dokončal štiri razrede. Čeprav se ni nikoli učil, jih je dokončal s takim uspehom, da so ga jezuiti poskušali dobiti za svoj red. 
Konec leta 1766 je nadaljeval študije na ljubljanskem liceju skozi štiri leta. Eden njegovih najljubših učiteljev, grof Bernardin Hohenwart, je nekoč v retoriki prepovedal različne knjige, med njimi tudi Ovidove Heroides, ki so mu jih leto prej dali jezuiti. 
Od 1770 je študiral, zapuščen od svojega očeta, ki ga je bil določil za duhovski stan, na dunajski univerzi pravo, pa tudi mnogo čital in se ukvarjal s francoščino. V svojih študijah se je odlikoval po nadarjenosti in zlasti po velikem spominu, tako da ga je sloviti profesor naravnega prava Martini nazval pri nekem javnem izpitu: Monstrum Carniolae.
Promoviral je šele leta 1779 in bil še isto leto brez zaščitnika in brez imovine imenovan za rednega profesorja kanonskega prava na univerzi v Innsbrucku.